# اردلان شکرآبی
اردلان شکرآبی (زادهٔ ۲۸ نوامبر ۱۹۷۸ در منچستر) یک سیاستمدار سوئدی ایرانی‌تبار است که در دولت جدید سوئد به مقام وزارت رسید.
وی در انتخابات ۲۰۱۴ پارلمان سوئد به عنوان یکی از نمایندگان استان استکهلم به پارلمان این کشور راه یافت. این حقوقدان و فعال حقوق بشر که ۲۴ سال پیش همراه خانواده‌اش در ۱۱ سالگی به سوئد پناهنده شده‌است، در کنگره حزب سوسیال دموکرات سوئد به عنوان عضو علی‌البدل در هیئت رهبری این حزب نیز برگزیده شده بود.

## زندگی‌نامه
اردلان شکرآبی فرزند حسن در سال ۱۹۷۸ در زمانی که پدر و مادرش در انگلستان اقامت داشتند در شهر منجستر زاده شد. خانواده وی برای مدتی به ایران بازگشتند و اردلان دوران ابتدایی تحصیل را در دبستان شهید اسدی شهریار گذراند و تا سن ۱۱ سالگی در شهریار (تهران) زادگاه پدری خود زندگی می‌کرد. اردلان در سال ۱۹۸۹ به همراه مادرش به عنوان پناهنده سیاسی از ایران به سوئد مهاجرت کرد. آنها با هم در یک آپارتمان در شهر یوله ساکن شدند ولی پس از دریافت تصمیم دولت سوئد در رد درخواست پناهندگی خود برای اقامت در سوئد، با پنهان شدن خانواده از دید مقامات سوئد با این تصمیم مخالفت کردند تا این که سرانجام در سال ۱۹۹۱ به دلایل بشردوستانه به آنها اجازه اقامت اعطا شد.
در سال ۲۰۰۷، اردلان از دانشگاه اوپسالا با مدرک کارشناسی ارشد حقوق فارغ‌التحصیل شد و پس از ادامه تحصیلات عالیه در سوئد در حزب سوسیال دموکرات سوئد نیز فعالیت می‌کرد، در اکتبر ۲۰۱۴ میلادی اردلان شکرآبی به عنوان نماینده مردم اوپسالا، همراه با ۶ ایرانی جوان دیگر، به پارلمان سوئد راه یافتند. وی سپس توسط استفان لوون نخست‌وزیر سوئد، به سمت وزیر امور اجتماعی (وزیر دولت) (Public Administration) این کشور منصوب شد. وی در حال حاضر به عنوان تأمین اجتماعی دولت وقت سوئد فعالیت می‌کند.

## فعالیت سیاسی
وی در ۱۴ دسامبر ۲۰۲۲ در جهت حمایت از خیزش ۱۴۰۱ ایران، با انتشار توییتی کفالت سیاسی محمدمهدی کرمی از بازداشت‌شدگان این خیزش که در خطر اعدام قرار گرفته‌است را به عهده گرفت.